# Mark Spitz

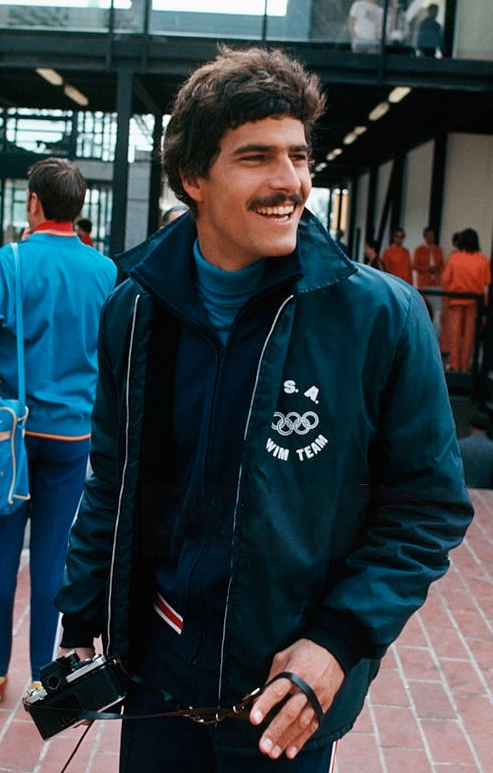
Mark Spitz in 1972

Mark Andrew Spitz (Modesto, 10 februari 1950) is een voormalig zwemkampioen uit de Verenigde Staten. Hij was van 1972 tot 17 augustus 2008 met zeven gouden medailles houder van het recordaantal Olympische gouden medailles in één toernooi. Dat vestigde hij tijdens de Olympische Spelen in München. In 2008 werd zijn record gebroken door zijn landgenoot Michael Phelps, die achtmaal goud haalde op de Olympische Zomerspelen 2008 in Peking.

## Levensloop
Spitz is de zoon van een Amerikaanse vader en een Puerto Ricaanse moeder. In 1968 deed hij voor het eerst mee met de Olympische Spelen, waarbij hij twee gouden medailles won: 4×100 meter vrije slag en 4×200 meter vrije slag. Ook won hij zilver op de 100 meter vlinderslag en brons op de 100 meter vrije slag. Omdat hij hoopte vijf gouden medailles te winnen, was het resultaat voor hem teleurstellend. In 1971 werd hij onderscheiden met de James E. Sullivan Award voor de beste Amerikaanse amateuratleet van het jaar.
Bij de Olympische Spelen van 1972 won hij zeven gouden medailles, een prestatie die pas op de Spelen van 2008 door Michael Phelps, ook uit de Verenigde Staten, werd verbeterd. Spitz behaalde iedere gouden medaille in een wereldrecord. Samen met de medailles van 1968 maakte dit hem tot een van de succesvolste medaillewinnaars op de Zomerspelen; nu is hij 4e.
Na de Olympische Spelen van 1972 stopte Spitz met wedstrijdzwemmen. In 1992 deed hij nog een poging zich te kwalificeren voor de Olympische Spelen van Barcelona, maar haalde de olympische limiet niet.
Spitz had de bijnaam "de vlinder" omdat de vlinderslag zijn beste onderdeel was. Een van zijn andere bijnamen was "het kanon".

## Olympische medailles

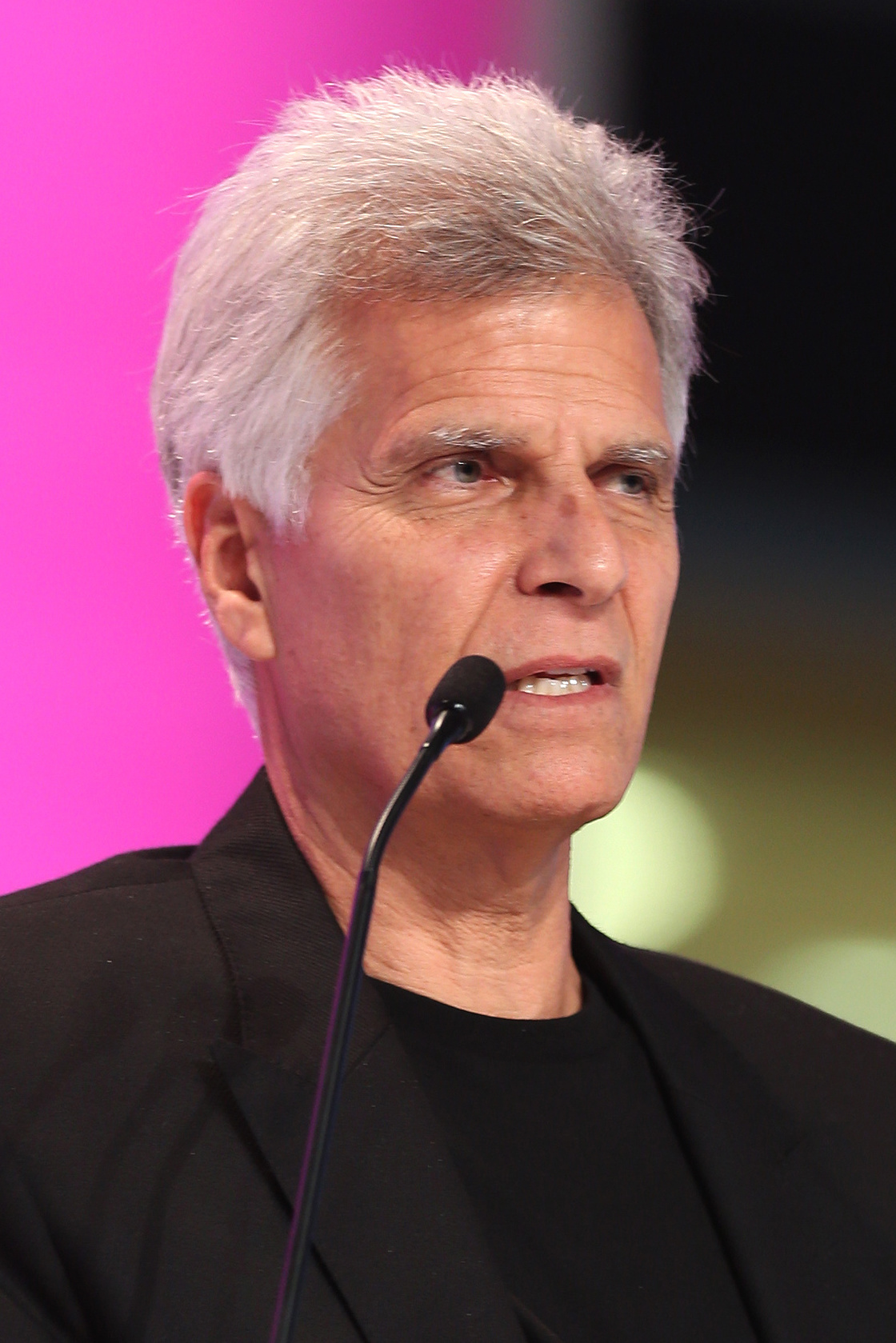
2012

De volgende medailles won Spitz bij het zwemmen op de Olympische Zomerspelen:
| discipline      | 1968      | 1972    |
| --------------- | --------- | ------- |
| 100 m vrij      | 53,0      | 51,22   |
| 200 m vrij      |           | 1.52,78 |
| 100 m vlinder   | 56,4      | 54,27   |
| 200 m vlinder   | 8e 2.13,5 | 2.00,70 |
| 4× 100 m vrij   | 52,7      | 50,90   |
| 4× 200 m vrij   | 2.00,5    | 1.54,24 |
| 4× 100 m wissel |           | 57,99   |

1896: Alfréd Hajós ·
1908: Charles Daniels ·
1912: Duke Kahanamoku ·
1920: Duke Kahanamoku ·
1924: Johnny Weissmuller ·
1928: Johnny Weissmuller ·
1932: Yasuji Miyazaki ·
1936: Ferenc Csik ·
1948: Walter Ris ·
1952: Clarke Scholes ·
1956: Jon Henricks ·
1960: John Devitt ·
1964: Don Schollander ·
1968: Mike Wenden ·
1972: Mark Spitz ·
1976: Jim Montgomery ·
1980: Jörg Woithe ·
1984: Rowdy Gaines ·
1988: Matt Biondi ·
1992: Aleksandr Popov ·
1996: Aleksandr Popov ·
2000: Pieter van den Hoogenband ·
2004: Pieter van den Hoogenband ·
2008: Alain Bernard ·
2012: Nathan Adrian ·
2016: Kyle Chalmers ·
2020: Caeleb Dressel ·
2024: Pan Zhanle
1900: Frederick Lane ·
1968: Mike Wenden ·
1972: Mark Spitz ·
1976: Bruce Furniss ·
1980: Sergej Kopljakov ·
1984: Michael Groß ·
1988: Duncan Armstrong ·
1992: Jevgeni Sadovy ·
1996: Danyon Loader ·
2000: Pieter van den Hoogenband ·
2004: Ian Thorpe ·
2008: Michael Phelps ·
2012: Yannick Agnel ·
2016: Sun Yang  ·
2020: Thomas Dean ·
2024: David Popovici
1968: Doug Russell ·
1972: Mark Spitz ·
1976: Matt Vogel ·
1980: Pär Arvidsson ·
1984: Michael Groß ·
1988: Anthony Nesty ·
1992: Pablo Morales ·
1996: Denis Pankratov ·
2000: Lars Frölander ·
2004: Michael Phelps ·
2008: Michael Phelps ·
2012: Michael Phelps ·
2016: Joseph Schooling ·
2020: Caeleb Dressel ·
2024: Kristóf Milák
1956: Bill Yorzyk ·
1960: Mike Troy ·
1964: Kevin Berry ·
1968: Carl Robie ·
1972: Mark Spitz ·
1976: Mike Bruner ·
1980: Sergej Fesenko ·
1984: Jon Sieben ·
1988: Michael Groß ·
1992: Melvin Stewart ·
1996: Denis Pankratov ·
2000: Tom Malchow ·
2004: Michael Phelps ·
2008: Michael Phelps ·
2012: Chad le Clos ·
2016: Michael Phelps ·
2020: Kristóf Milák ·
2024: Léon Marchand
1964: Clark, Austin, Ilman, Schollander ·
1968: Zorn, Rerych, Spitz, Walsh ·
1972: Edgar, Murphy, Heidenreich, Spitz ·
1984: Cavanaugh, Heath, Biondi, Gaines ·
1988: Jacobs, Dalbey, Jager, Biondi ·
1992: Hudepohl, Biondi, Jager, Olsen ·
1996: Olsen, Davis, Schumacher, Hall ·
2000: Klim, Fydler, Callus, Thorpe ·
2004: Schoeman, Ferns, Townsend, Neethling ·
2008: Phelps, Weber-Gale, Jones, Lezak ·
2012: Leveaux, Gilot, Lefert, Agnel ·
2016: Dressel, Phelps, Held, Adrian ·
2020: Dressel, Pieroni, Becker, Apple ·
2024: Alexy, Guiliano, Armstrong, Dressel
1908: Derbyshire, Radmilovic, Foster, Taylor ·
1912: Healy, Champion, Boardman, Hardwick ·
1920: McGillivray, Kealoha, Ross, Kahanamoku ·
1924: O'Connor, Glancy, Breyer, Weissmuller ·
1928: Clapp, Laufer, Kojac, Weissmuller ·
1932: Miyazaki, Yusa, Yokoyama, Toyoda ·
1936: Yusa, Sugiura, Taguchi, Arai ·
1948: Ris, McLane, Wolf, Smith ·
1952: Moore, Woolsey, Konno, McLane ·
1956: O'Halloran, Devitt, Rose, Henricks ·
1960: Harrison, Blick, Troy, Farrell ·
1964: Clark, Saari, Ilman, Schollander ·
1968: Nelson, Rerych, Spitz, Schollander ·
1972: Kinsella, Tyler, Genter, Spitz ·
1976: Bruner, Furniss, Naber, Montgomery ·
1980: Kopljakov, Salnikov, Stoekolkin, Krylov ·
1984: Heath, Larson, Float, Hayes ·
1988: Dalbey, Cetlinski, Gjertsen, Biondi ·
1992: Lepikov, Pysjnenko, Tajanovitsj, Sadovy ·
1996: Davis, Hudepohl, Schumacher, Berube ·
2000: Thorpe, Klim, Pearson, Kirby ·
2004: Phelps, Lochte, Vanderkaay, Keller ·
2008: Phelps, Lochte, Berens, Vanderkaay ·
2012: Lochte, Dwyer, Berens, Phelps ·
2016: Dwyer, Haas, Lochte, Phelps ·
2020: Dean, Guy, Richards, Scott ·
2024: Guy, Dean, Richards, Scott
1960: McKinney, Hait, Larson, Farrell ·
1964: Mann, Craig, Schmidt, Clark ·
1968: Hickcox, McKenzie, Russell, Walsh ·
1972: Stamm, Bruce, Spitz, Heidenreich ·
1976: Naber, Hencken, Vogel, Montgomery ·
1980: Kerry, Evans, Tonelli, Brooks ·
1984: Carey, Lundquist, Morales, Gaines ·
1988: Berkoff, Schroeder, Biondi, Jacobs ·
1992: Rouse, Diebel, Morales, Olsen ·
1996: Rouse, Linn, Henderson, Hall ·
2000: Krayzelburg, Moses, Crocker, Hall ·
2004: Peirsol, Hansen, Crocker, Lezak ·
2008: Peirsol, Hansen, Phelps, Lezak ·
2012: Grevers, Hansen, Phelps, Adrian ·
2016: Murphy, Miller, Phelps, Adrian  ·
2020: Murphy, Andrew, Dressel, Apple  ·
2024: Xu, Qin, Sun, Pan
- Bibliothèque nationale de France: cb14043416r (data)
- CiNii: DA01614992
- Gemeinsame Normdatei: 173981925
- International Standard Name Identifier: 0000 0003 6149 9215
- Library of Congress Control Number: n80128758
- National Archives and Records Administration: 10569408
- Bibliotheek van het Japanse parlement: 00457346
- Nationale Bibliotheek van Tsjechië: xx0189396
- Nationale Bibliotheek van Israël: 987007511546305171
- Nederlandse Thesaurus van Auteursnamen: 160565510
- SNAC: w6tp3dgj
- Système universitaire de documentation: 139424431
- Virtual International Authority File: 223113457
- WorldCat: E39PBJgRPkBgYhv6DjBqBBbWXd